# Louis d'Auberjon
Louis d'Auberjon est un homme politique français né le 10 septembre 1815 à Gramazie (Aude) et décédé le 26 avril 1873 à Toulouse (Haute-Garonne).

## Biographie
Propriétaire terrien, conseiller général du canton de Revel, il est député de la Haute-Garonne de 1871 à 1873, siégeant à droite.

## Sources
- Ressource relative à la vie publique :   - Base Sycomore
- « Louis d'Auberjon », dans Adolphe Robert et Gaston Cougny, Dictionnaire des parlementaires français, Edgar Bourloton, 1889-1891 [détail de l’édition]